# Orimarga (Orimarga) scotti
Orimarga (Orimarga) scotti is een tweevleugelige uit de familie steltmuggen (Limoniidae). De soort komt voor in het Afrotropisch gebied.